# Jagdschloss

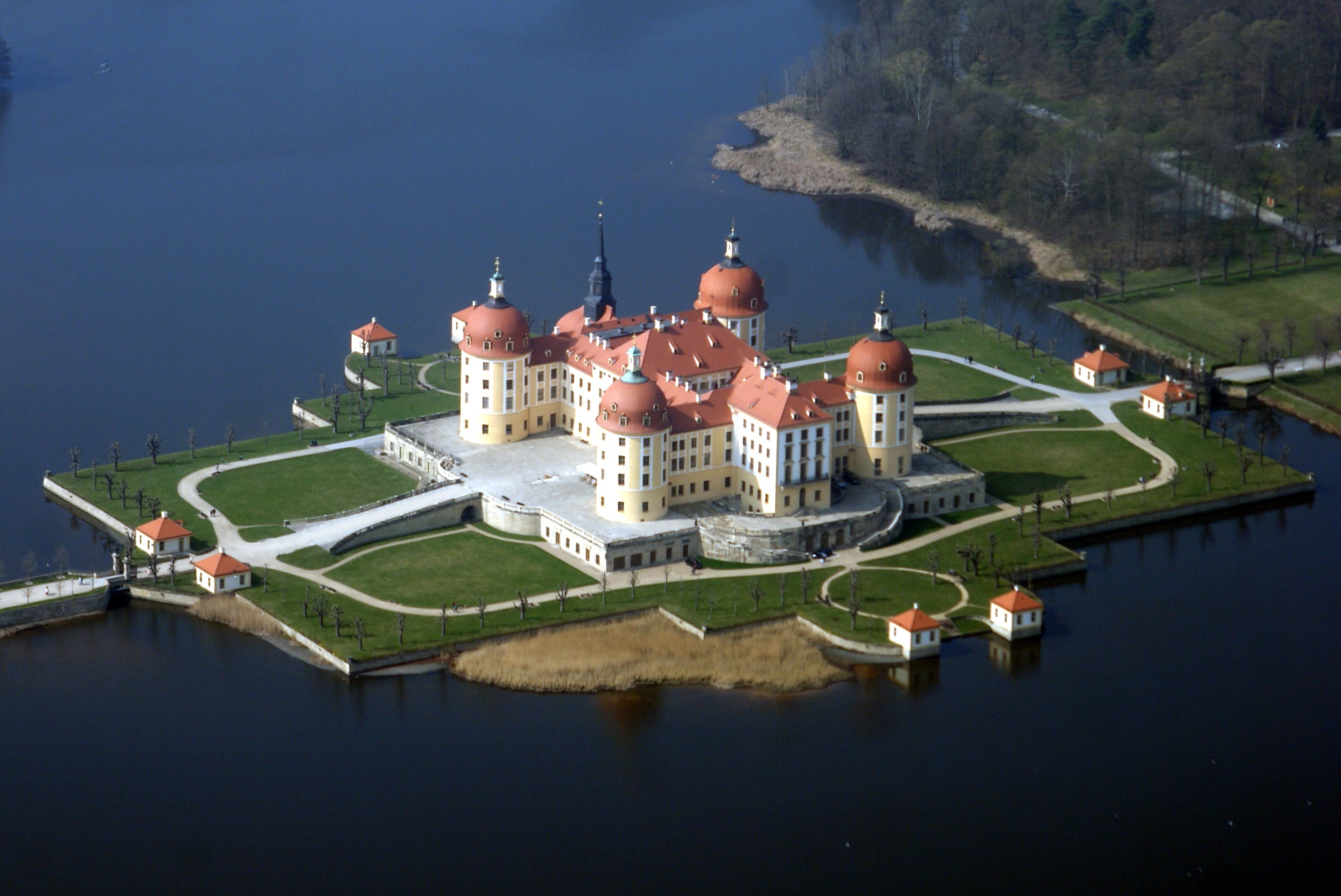
Jagdschloss Moritzburg in Sachsen

Ein Jagdschloss ist ein Schloss, das ausschließlich oder überwiegend der Jagd diente. Es liegt stets in oder nahe einem Jagdgebiet, Jagdpark oder Wildgehege. Jagdschlösser weisen je nach Bauzeit oder Nutzungszweck unterschiedliche Bauformen und Größen auf. Vom schlichteren Jagdhaus unterscheiden sie sich durch ihre Größe, Baugestalt und repräsentative Ausstattung.

## Geschichte

### Kontext
Die Entstehung von Jagdsitzen ist untrennbar verbunden mit der Entwicklung des Jagdregals (Jagdrechts). Die Jagdausübung gehört zu den ursprünglichsten Tätigkeiten in der Menschheitsgeschichte und ist älter als der moderne Mensch. Nach José Ortega y Gassets berühmtem Essay Meditationen über die Jagd wurde diese schon seit der Steinzeit zugleich als Nahrungsmittelbeschaffung, Erlernen und Weitergeben von (Jagd-)techniken inklusive des Instinkthaften, Tier und Mensch unmittelbar Verbindenden, zur Körperertüchtigung (Spiel, Sport, Kampfsport) sowie als belohnende und beglückende Tätigkeit betrieben; auch seien Götter und Religionen seit der Prähistorie aufs engste mit ihr verbunden. Die Jagd in jüngeren geschichtlichen Zeiten sei daher als „künstliche Rückkehr in ein ursprüngliches Menschsein“ zu verstehen. In diesem Lichte sei eine Unterscheidung zwischen „bäuerlicher Zweckjagd“ und „feudalem Jagdvergnügen“ obsolet, da beide derselben ur-menschlichen Natur seien. Allerdings sei der Zugang zur Jagd, das Jagdrecht, in verschiedenen Epochen unterschiedlich aufgeteilt worden. Durch nichts habe der Feudalismus weite Teile der Bevölkerung mehr erzürnt als durch die Monopolisierung des Jagdrechts. Niccolò Machiavelli sah in der Jagd – unter Bezug auf Xenophon – „Bilder des Krieges“ und fand sie im Sinne des Trainings daher „für Männer von Rang ehrenhaft und notwendig“. Es ist vor diesem historischen und philosophischen Hintergrund zu verstehen, dass die jeweils Mächtigen schon immer der Jagd viel Zeit, Aufmerksamkeit und Rechtsansprüche entgegenbrachten. In diesem Kontext entstanden die Jagdschlösser zugleich als Nutz- und Repräsentationsbauten von unterschiedlicher Gestalt während verschiedener Epochen.

### Mittelalter
Im beginnenden Frühmittelalter wurde das Jagdrecht europaweit als jedermann zustehendes Nutzungsrecht an einer natürlichen Nahrungsmittelressource angesehen. In der damals durchgehend bäuerlichen Welt diente die Jagd zugleich auch dem Schutz menschlicher Ansiedlungen und Viehbestände (durch Dezimierung von Bären, Wölfen, Füchsen, Luchsen usw.). Sie wurde von den lokalen Bewohnern überall ausgeübt, meist mit Hilfe von Tierfallen.
Mit dem Aufkommen des mittelalterlichen Lehenswesens und der Entwicklung der europäischen Monarchien änderte sich die Handhabung des Jagdrechts. Bis zum 18. Jahrhundert kann Europa in Länder unterschieden werden, bei denen die Jagd ein königliches Regal wurde oder – seltener – ein dem Individuum zustehendes Recht blieb. Ausgehend von der erstarkenden Macht der fränkischen Könige im 8. Jahrhundert kam es im Verlauf des Mittelalters zu einer zunehmenden Ausweisung von Wildbannforsten – Gebieten, in denen der König das Jagdrecht für sich allein (und für seine örtlichen Vertreter) beanspruchte. Daher hatten bereits viele der mittelalterlichen Königspfalzen durch ihre bewusst gesuchte Nähe zu ausgedehnten Reichswäldern, die als Königsbesitz Bannforsten waren, einen Bezug zur Jagd. Freilich dienten sie dem Reisekönigtum zugleich zur Ausübung der Regierungsgeschäfte, zum Empfang von Gesandtschaften, zur Abhaltung von Hof- und Reichstagen sowie der Rechtsprechung und waren damit keine ausschließlichen Jagdschlösser. Auf Reisen wie auch zur Jagd hielten sich die Könige auch oft in Klöstern auf, die über die Ressourcen zur Versorgung eines größeren Gefolges verfügten.

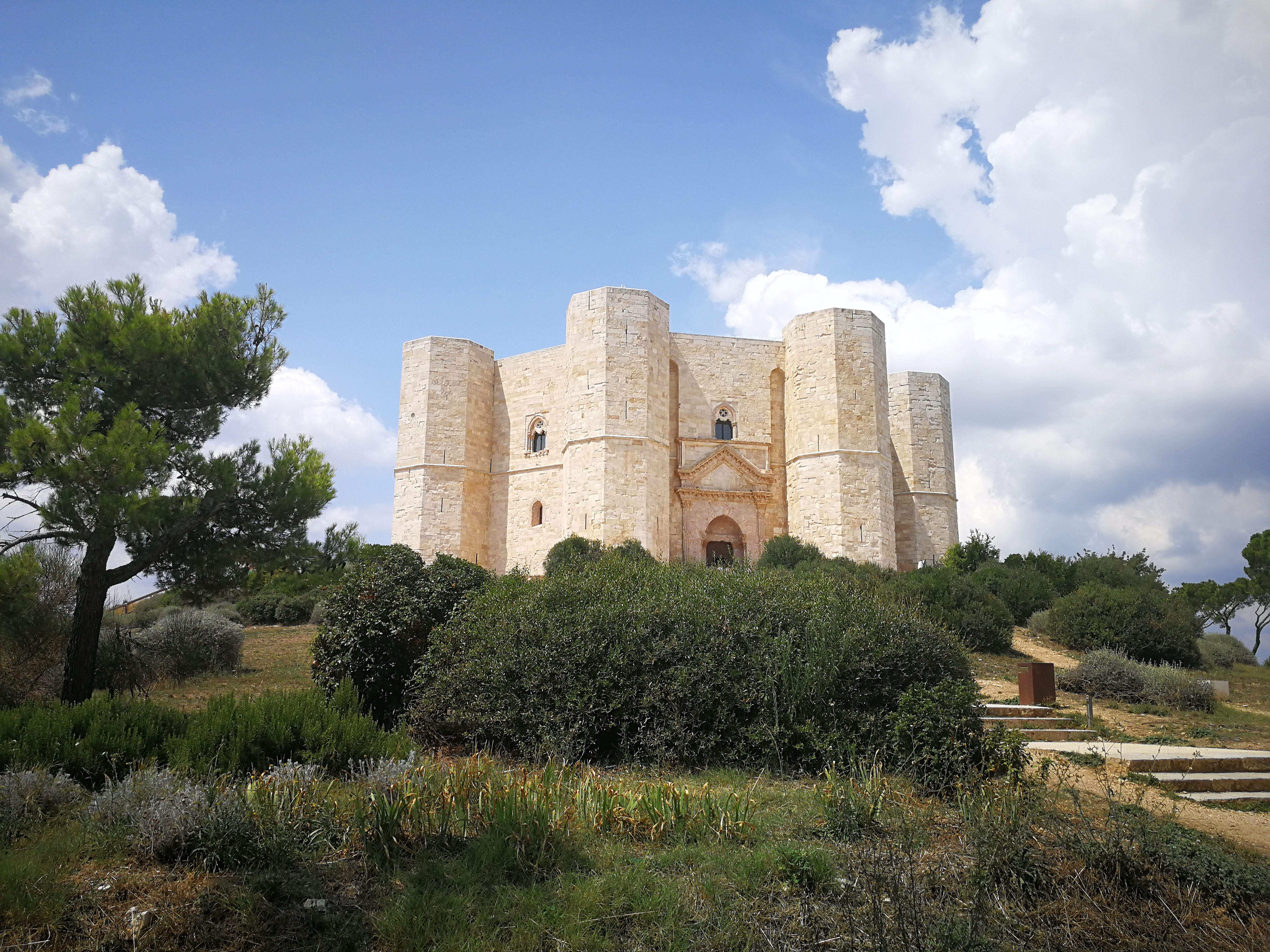
Castel del Monte, Apulien (erbaut 1240–50)

Unter den Stauferkaisern ging im 13. Jahrhundert das Jagdregal in vielen Gebieten des Heiligen Römischen Reichs auf die deutschen Fürsten über. Unterschieden wurde dabei zwischen „Hoher Jagd“ – der dem Hohen Adel vorbehaltenen Jagd auf Hochwild – und „Niederer Jagd“ auf Niederwild (kleinere Tiere wie Hasen, Federwild sowie Rehwild), die auch vom niederen Adel, niederen Klerus und freien Bauern oder als Bürgerjagd von den Ackerbürgern der Städte ausgeübt werden durfte. Ein besonderes Prestige hatte im Mittelalter und noch lange darüber hinaus die (bereits seit der Spätantike bekannte) Beizjagd, nicht nur wegen des dramatischen Schauspiels der „Luftkämpfe“, etwa zwischen Jagdfalken und Reihern, sondern aufgrund der schwierigen Abrichtung und Führung der Greifvögel und ihres daraus resultierenden hohen Werts. Ein besonderer Experte (und Autor des Falkenbuchs, eines jahrhundertelang verwendeten Fachbuchs) der Falkenjagd war der Stauferkaiser Friedrich II. Er schuf sich mit seinen – nach eigenen Plänen gebauten – Jagdburgen (darunter das berühmte Castel del Monte sowie Gravina di Puglia) frühe Beispiele reiner Jagdschlösser, die architektonisch aber stets den Wehrcharakter der zeitüblichen Kastellburgen behielten. Die zeitgleich entstehenden Jagdburgen der Fürsten im römisch-deutschen Reich dienten meist zugleich noch dem Landesausbau bzw. der Sicherung bestimmter Routen oder Regionen und erfüllten damit einen Doppelzweck; ländliche Wehr- oder Wachtburgen wurden zugleich zur Jagdausübung in den nahen Wäldern genutzt, etwa die wittelsbachische Burg Grünwald bei München.

### Neuzeit
Zu unterscheiden sind verschiedene Bautypen nach ihrer Zweckbestimmung: Kleinere, intime Jagdschlösser dienten Adligen (mit wenigen Gästen oder Begleitern) etwa zur Ausübung der Pirsch, der Hatz oder der Beiz. Im Gegensatz zu Lustschlössern waren für Jagdzwecke auch Blockhäuser oder Fachwerkbauten sehr gebräuchlich; diese haben sich aus der frühen Neuzeit aber selten erhalten, sodass heute das Verständnis vom Jagdschloss eher von Steinbauten bestimmt wird. Ein erhaltenes frühes Beispiel aus dem 15. Jahrhundert ist etwa das „casino di caccia“ der Familie Este in Arquà Polesine. Ein noch existierender früher Fachwerkbau ist die Hunting Lodge Heinrichs VIII. am Epping Forest von 1542. Beide stellen eine Art Zwischenform von Jagdhaus und Jagdschloss dar; eher wegen ihrer fürstlichen Besitzer als aufgrund ihrer Bauweise können sie als Jagdschlösser gelten.
In diesen Jahrhunderten wurden allerdings auch bereits elegante Gesellschaftsjagden abgehalten, die meist von ländlichen Burgen ihren Ausgang nahmen. Der französische König Franz I. erweiterte um 1528 eine ältere Burganlage zum Schloss Fontainebleau, das dann jahrhundertelang jeden Herbst den Königen und ihrem gesamten Hofstaat als Jagdschloss diente.

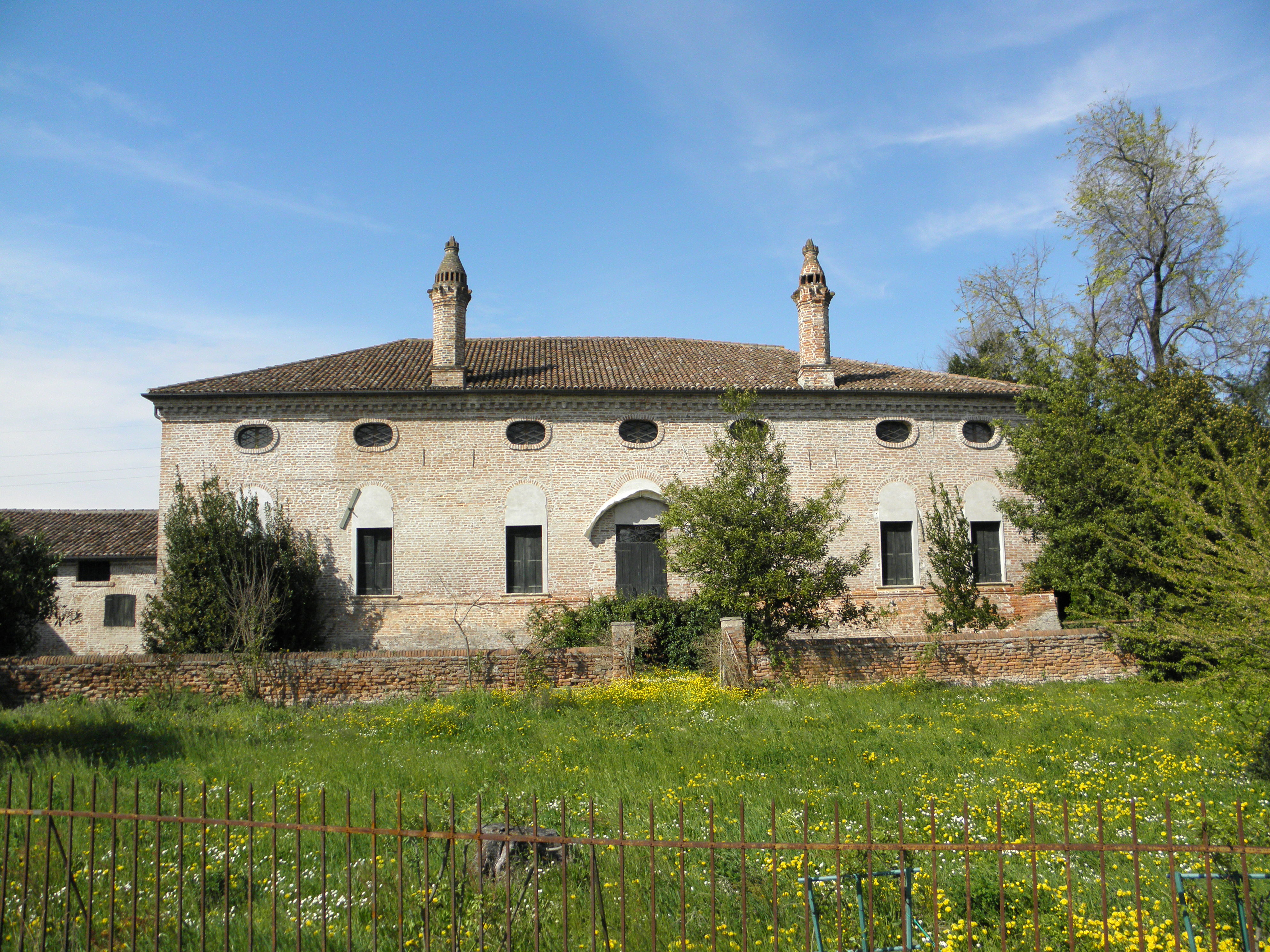
Das casino di caccia der Familie Este in Arquà Polesine aus dem 15. Jahrhundert
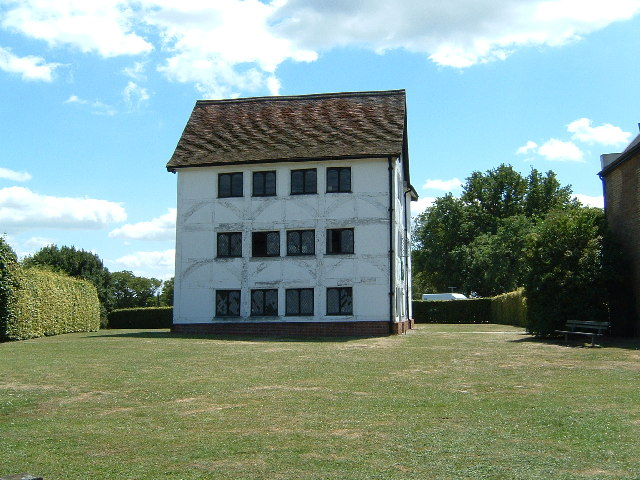
Hunting Lodge am Epping Forest von 1542
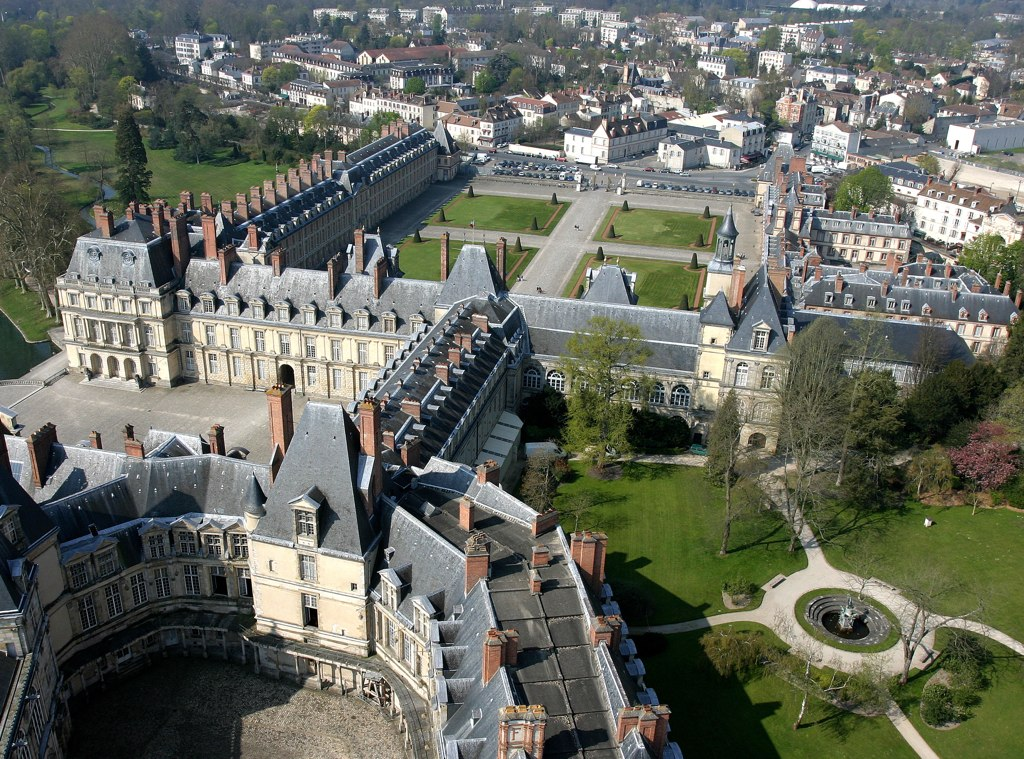
Schloss Fontainebleau von 1528
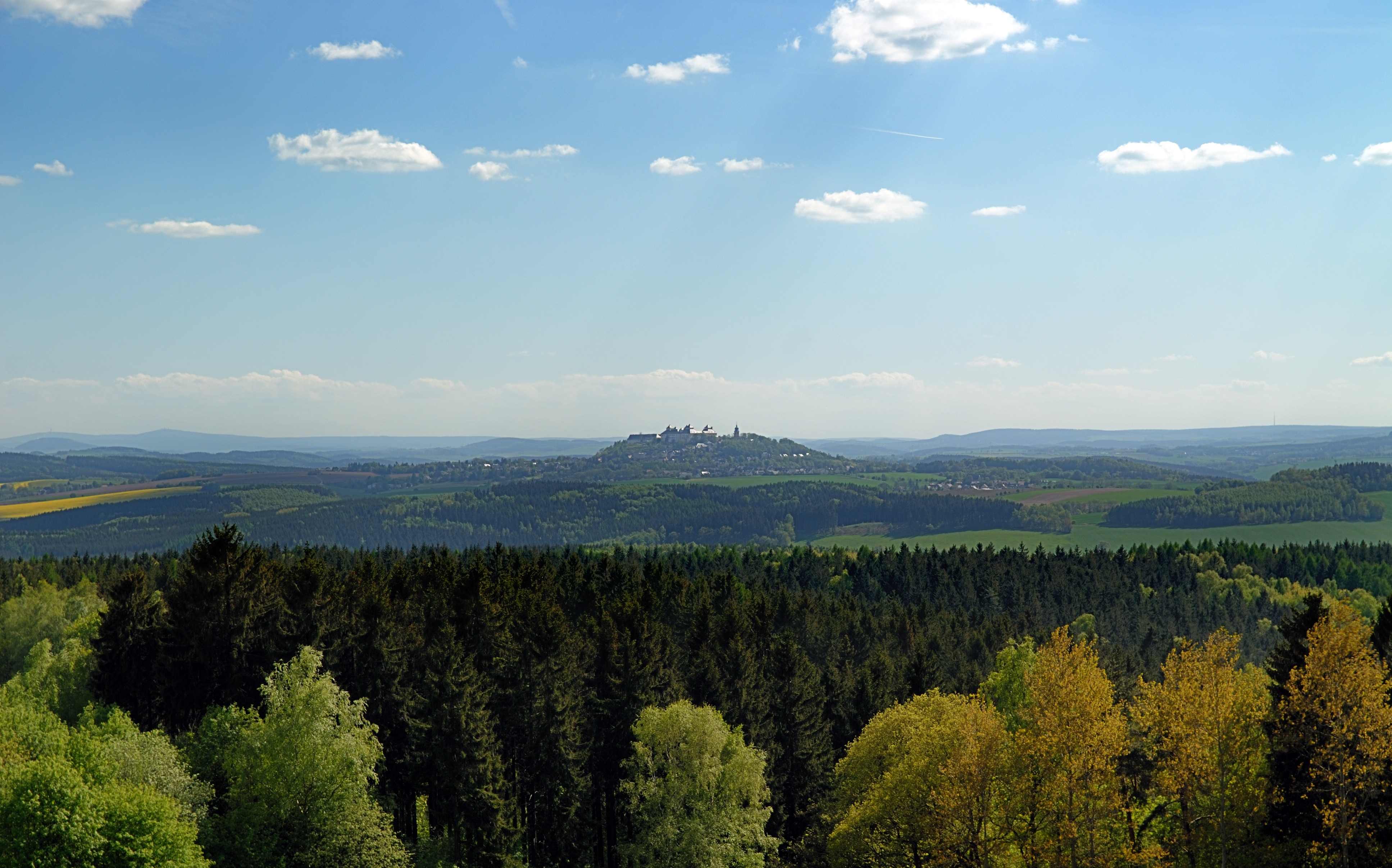
Jagdschloss Augustusburg von 1568 mit umgebender Landschaft
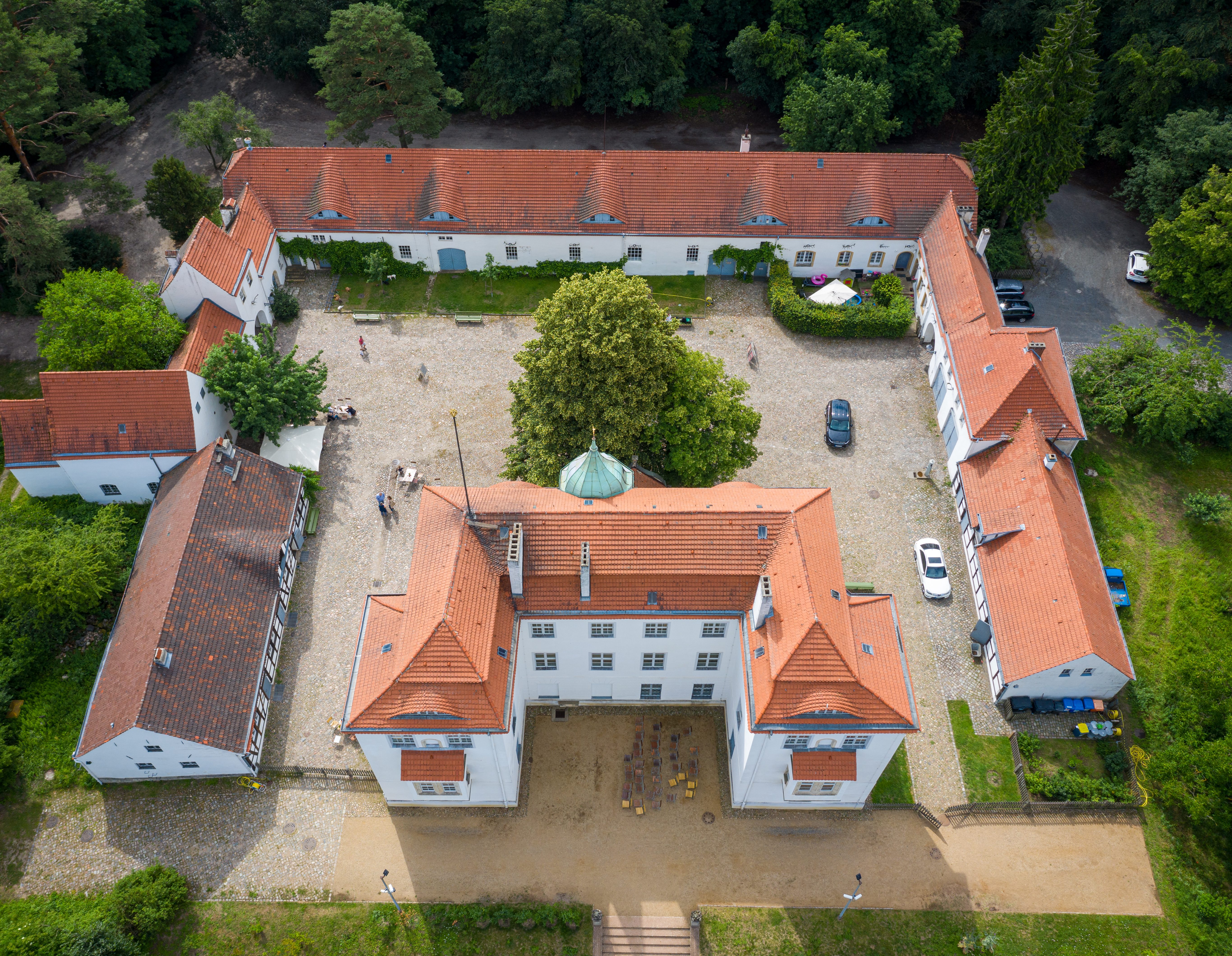
Jagdschloss Grunewald von 1542

Insbesondere im 17. und 18. Jahrhundert kam die Parforcejagd in Mode, die mit vielen Teilnehmern zu Pferde und mit Hundemeuten in sehr großräumigen Hochwildrevieren abgehalten wurde. Zu diesem Zweck wurden Wald und Flur durch neuartige sternförmige Schneisensysteme erschlossen, in deren Mittelpunkt oder Achse die Jagdschlösser oft lagen. Für diese mehrtägigen Hofjagden, die von Banketten, Bällen, Konzerten und Hubertusmessen eingerahmt waren, und zu denen zahlreiche Gäste mit großem Gefolge anreisten, wurden entsprechend dimensionierte Jagdschlösser und Jagdparks benötigt. So entstanden etwa die großen kursächsischen Jagdschlösser Augustusburg (ab 1568), Moritzburg (ab 1542, erweitert ab 1723) und Hubertusburg (ab 1721, erweitert 1733–1752).
Im 18. Jahrhundert entstanden auch kleine höfische Jagdschlösser wie etwa Falkenlust im Park Augustusburg in Brühl, die Amalienburg im Schlosspark Nymphenburg bei München oder Clemenswerth. Während letzteres isoliert in einem Waldgebiet liegt und demzufolge sein Bedarf an Wirtschafts- und Gästetrakten originell durch kreisförmig angeordnete Pavillons erfüllt wurde, lagen die beiden anderen in Schlossparks, in unmittelbarer Nähe zu großen ländlichen Residenzen, und bedurften daher keiner großflächigen Ergänzungsbauten. Falkenlust diente als Ausgangspunkt für die Falkenjagd, die Dachterrasse der Amalienburg als Hochstand für die Treibjagd auf Fasanen. Allen gemeinsam ist aber das auf die Jagd bezogene Ausstattungs- und Dekorationsprogramm, das ein Charakteristikum der meisten Jagdschlösser ist. Dies kann durch Geweihe und andere Trophäen geschehen, durch Jagdgemälde, Wandteppiche, Wandmalereien, Stukkaturen, aber auch durch die Verwendung von Holz oder anderen natürlichen Materialien, etwa geschnitzten Täfelungen. Auch Hundeboxen oder -zwinger sind häufig anzutreffen. In der Regel gehören zum Jagdschloss auch Stallungen für Pferde und Hunde sowie Nutzbauten zur Unterbringung von Jagdzeug, Kutschen und Gefolge sowie Küchen, Vorratsräume und Eiskeller.

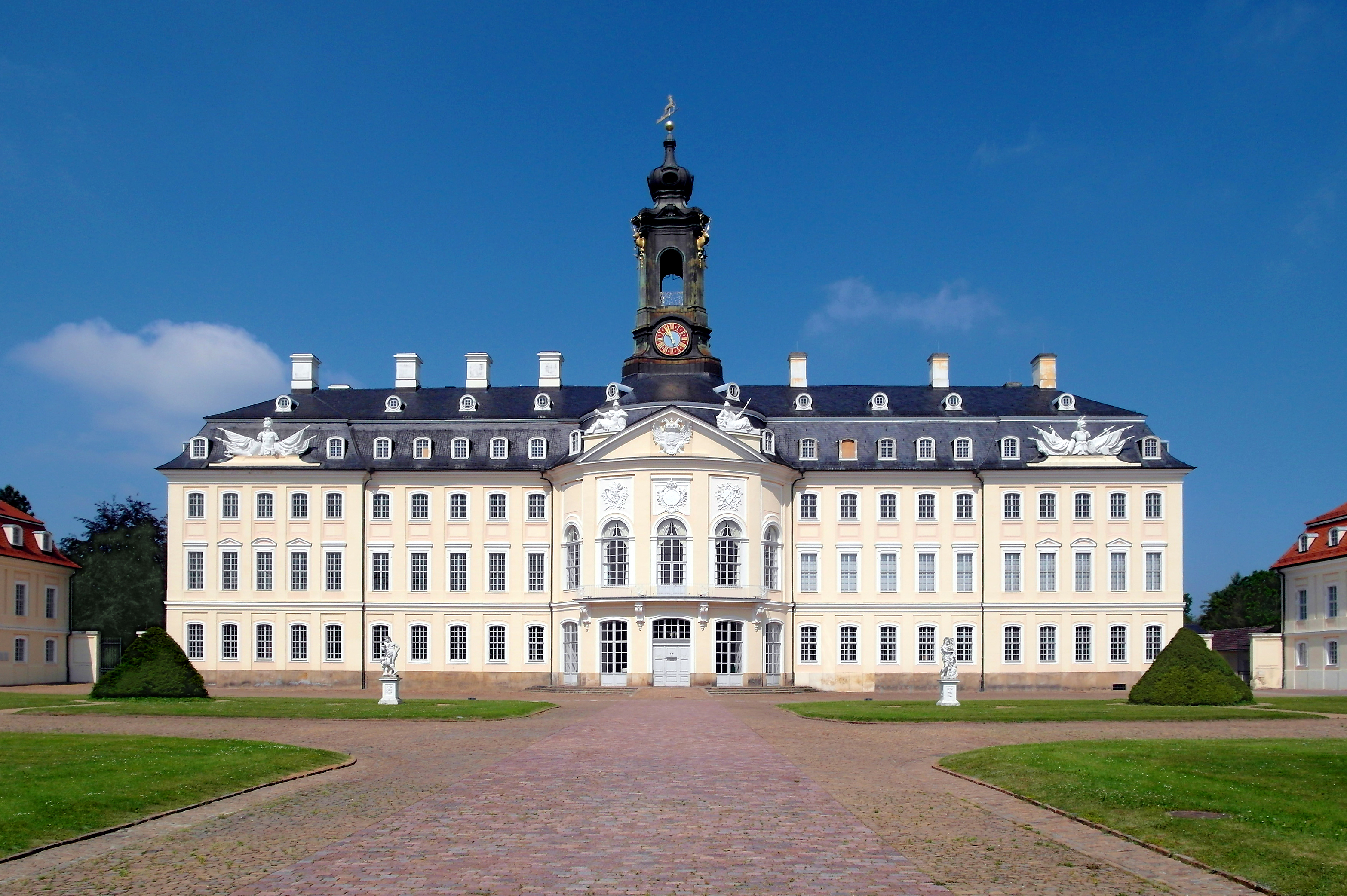
Hubertusburg (1721–1752)
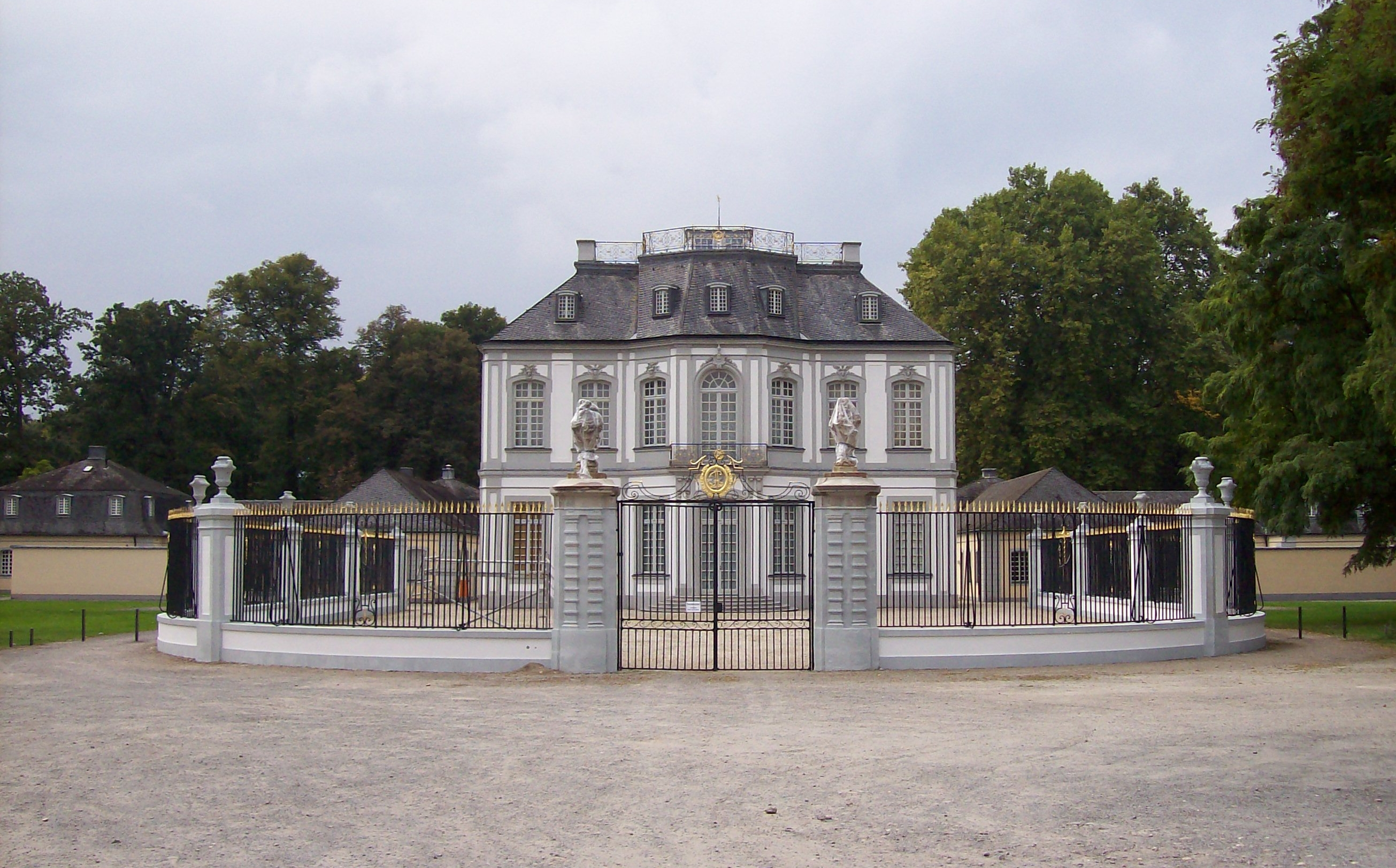
Schloss Falkenlust (1729–37)
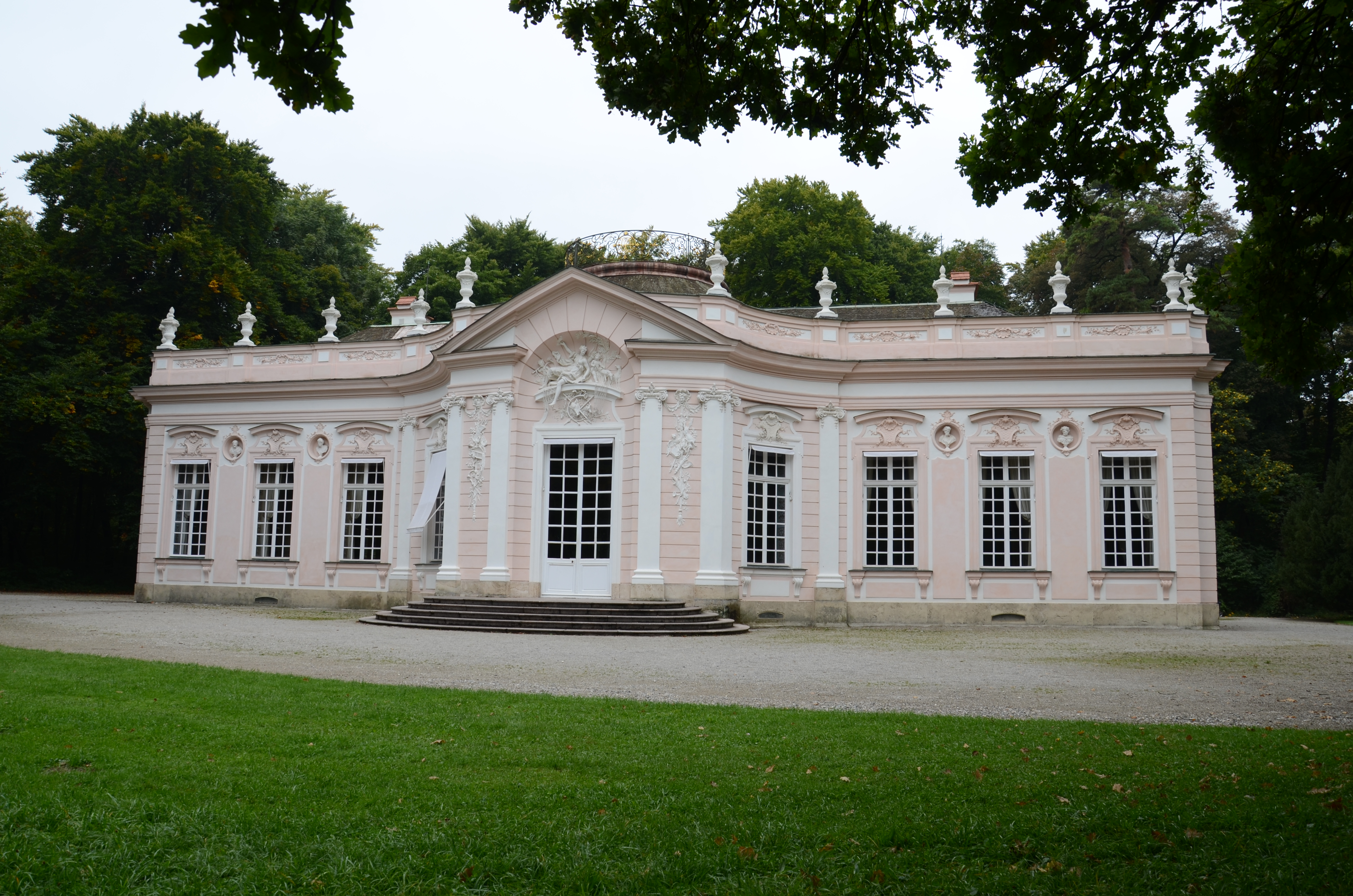
Amalienburg (1734–39)
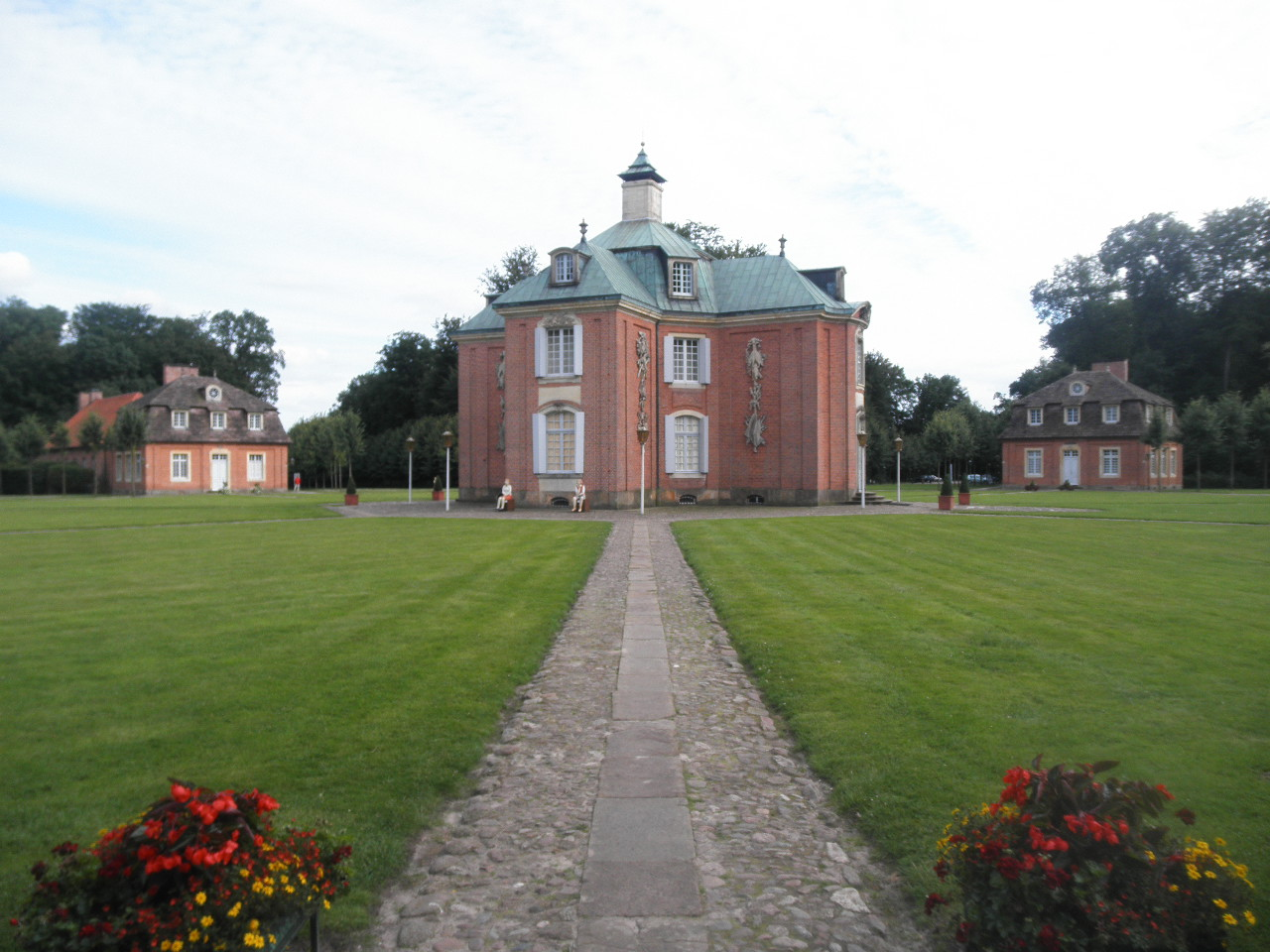
Schloss Clemenswerth (1737–47)

Das 19. Jahrhundert bevorzugte mittelgroße Jagdgesellschaften, was sich auch in der Dimensionierung der zumeist historistischen Jagdschlösser widerspiegelt, wie Letzlingen oder Gelbensande, während kleinere Jagdhäuser oft als rustikale Holzbauten gestaltet wurden, was auch im 20. Jahrhundert üblich blieb. Die repräsentativen Aspekte des Jagens blieben über diverse Systemwechsel erhalten, bis hin zur Nutzung kaiserlicher Jagdschlösser durch Hermann Göring und Erich Honecker.

## Liste bekannter Jagdschlösser

### Dänemark
- Schloss Fredensborg

### Deutschland

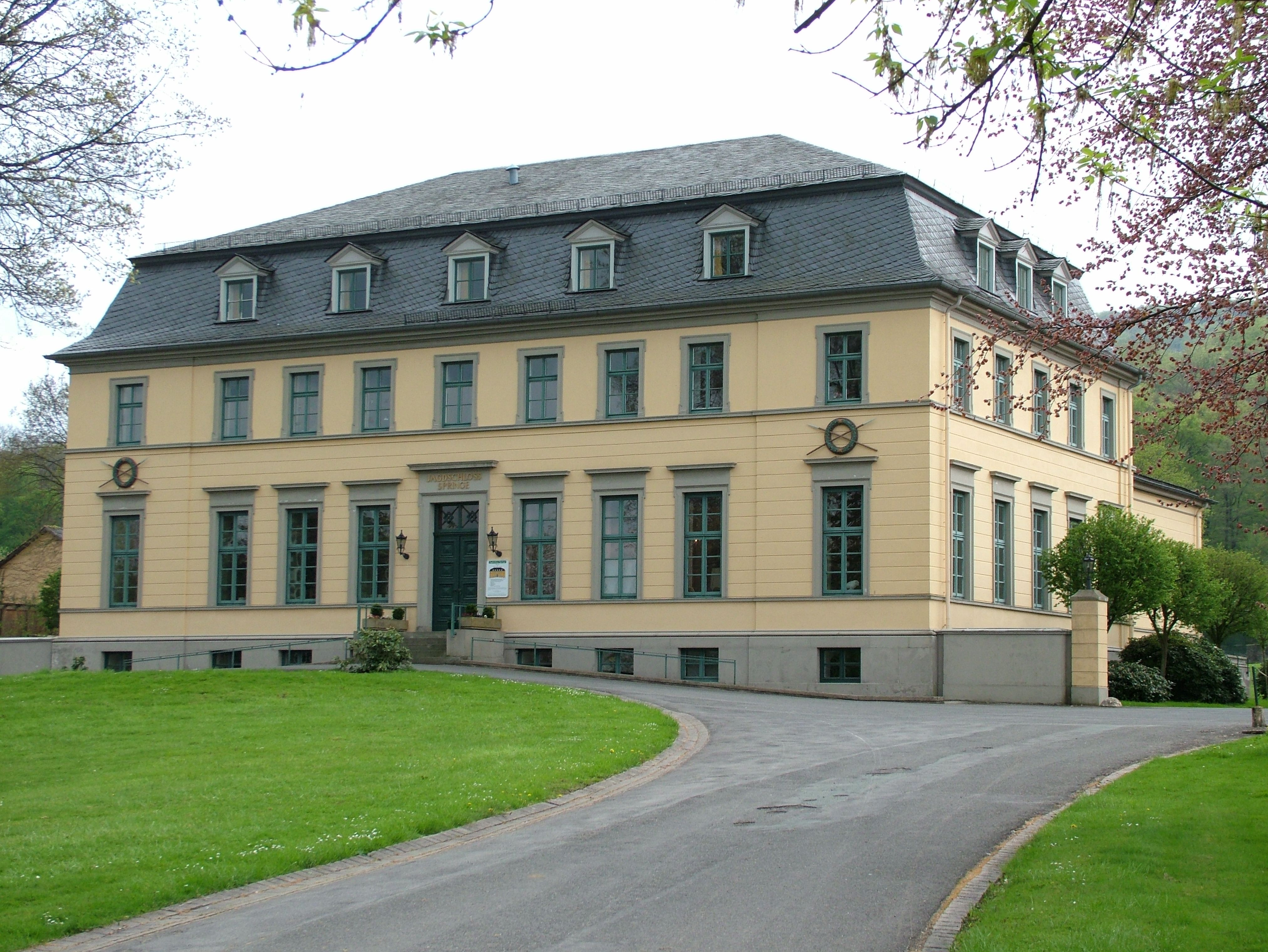
Jagdschloss Springe im Saupark Springe, Niedersachsen

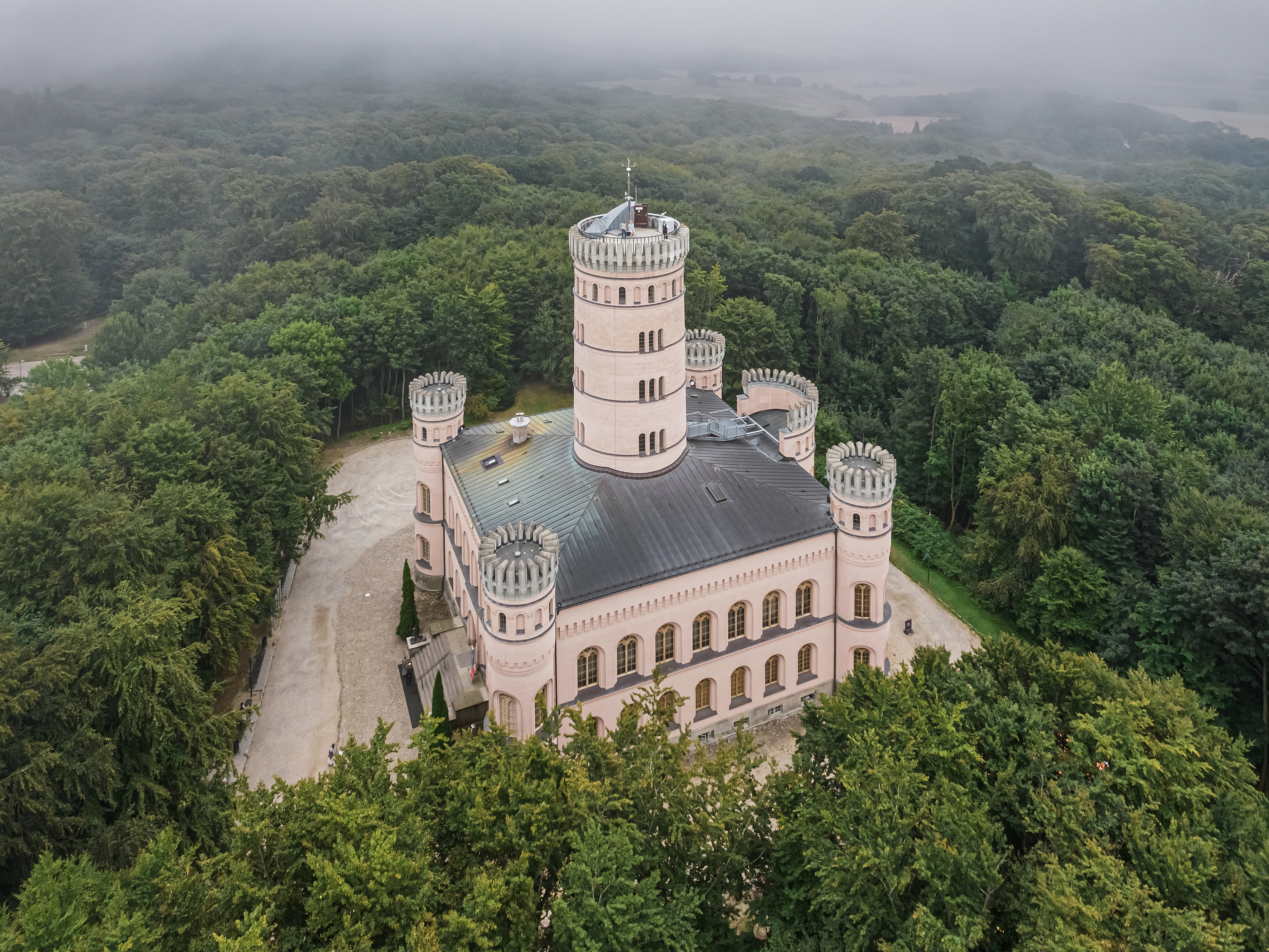
Jagdschloss Granitz auf Rügen

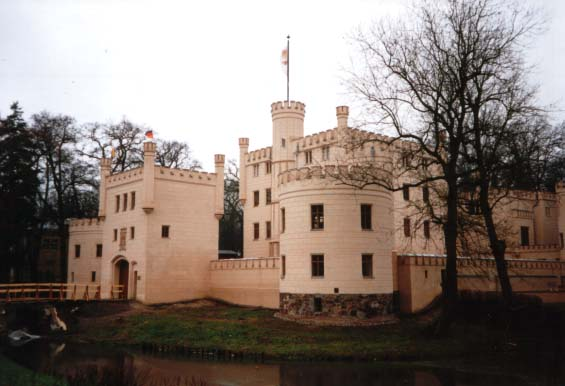
Jagdschloss Letzlingen, Sachsen-Anhalt

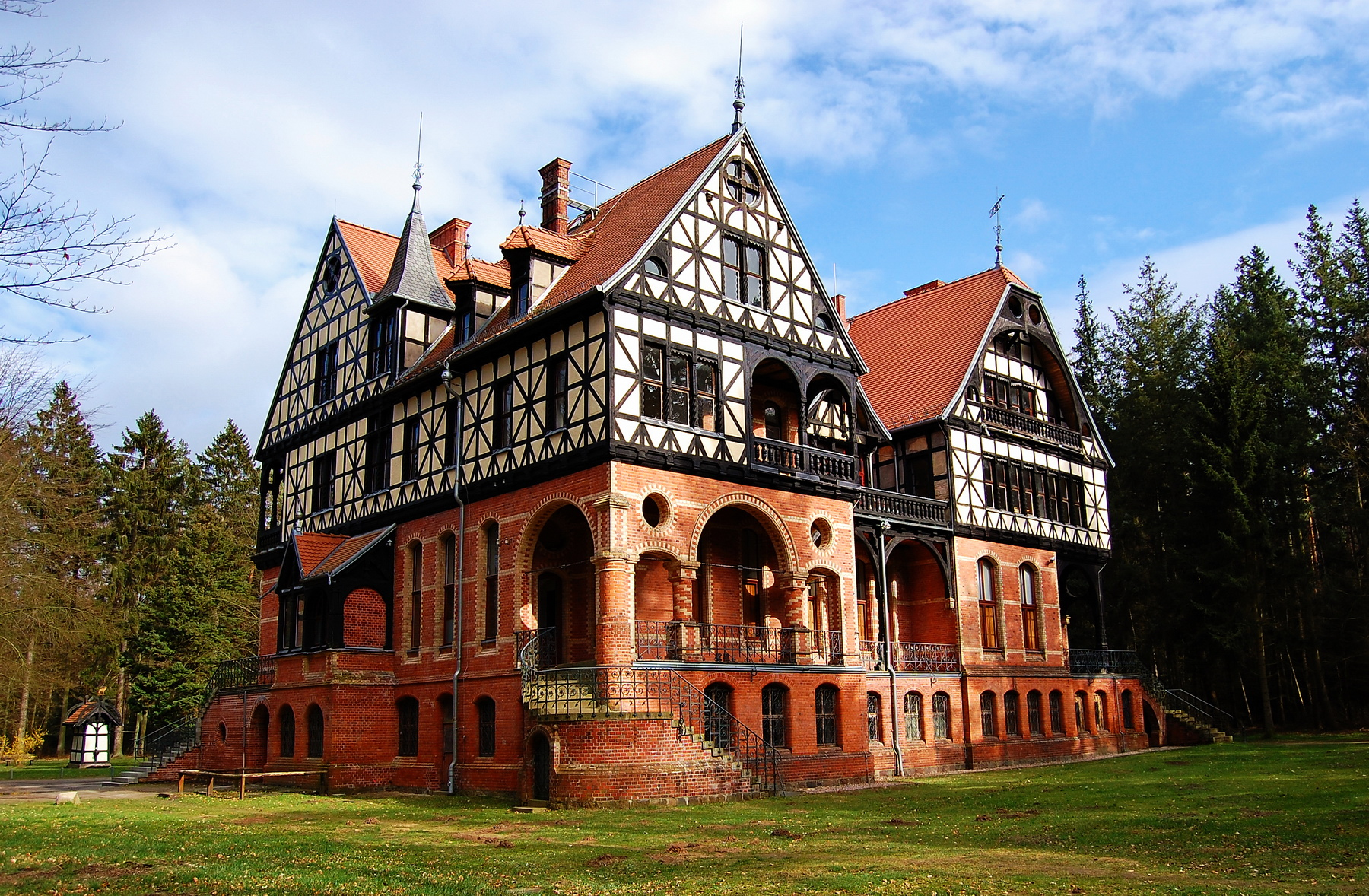
Jagdschloss Gelbensande, Mecklenburg

- Amalienburg im Schlosspark Nymphenburg
- Augustusburg in Sachsen
- Jagdschloss Baum bei Bückeburg
- Schloss Blutenburg am Stadtrand von München
- Schloss Börln nahe Leipzig
- Schloss Clemenswerth bei Sögel
- Jagdschloss Engers am Rhein
- Falkenlust im Park Augustusburg in Brühl
- Jagdschloss Fasanerie bei Wiesbaden
- Jagdschloss Friedrichsmoor, Mecklenburg
- Jagdschloss Friedrichsthal, Mecklenburg
- Jagdschloss Gelbensande, Mecklenburg
- Jagdschloss Glienicke, Berlin-Wannsee
- Jagdschloss Göhrde im hannoverschen Wendland
- Jagdschloss Granitz auf Rügen
- Jagdschloss Grillenburg in Sachsen
- Jagdschloss Grünau bei Neuburg an der Donau
- Jagdschloss Grunewald in Berlin
- Jagdschloss Gunzenhausen
- Jagdschloss Haideburg in Dessau-Roßlau
- Jagdschloss Hubertusburg bei Leipzig
- Jagdschloss Hubertusstock, Schorfheide
- Köpenicker Jagdschloss
- Jagdschloss Kranichstein bei Darmstadt
- Jagdschloss Letzlingen, Sachsen-Anhalt
- Jagdschloss Louisburg Griesheim, Darmstadt (abgegangen)
- Schloss Melsungen, Hessen
- Jagdschloss Moritzburg in Sachsen
- Jagdschloss Mühlrose der Muskauer Standesherren, darunter Fürst Hermann von Pückler-Muskau (abgebrochen)
- Jagdschloss Neuhaus (Solling), Niedersachsen
- Fürstbischöfliches Jagdschloss Paderborn
- Jagdschloss Platte bei Wiesbaden
- Jagdschloss Possen bei Sondershausen, Thüringen
- Jagdschloss (Bad Rodach) bei Coburg
- Schloss Schwarzenberg (Sachsen)
- Jagdschloss Springe im Saupark Springe, Niedersachsen
- Jagdschloss Stern in Potsdam
- Jagdschloss Wabern, Nordhessen
- Jagdschloss Waidmannsheil bei Bad Lobenstein, Thüringen
- Jagdschloss Waldsee in der Feldberger Seenlandschaft, Mecklenburg-Strelitz
- Jagdschloss Walkenried am Harz
- Jagdschloss Wermsdorf, Sachsen
- Jagdschloss Windenhütte im Harz, Sachsen-Anhalt
- Waldecksches Jagdschloss
- Jagdschloss Wolfsgarten in Langen (Hessen)

### Frankreich

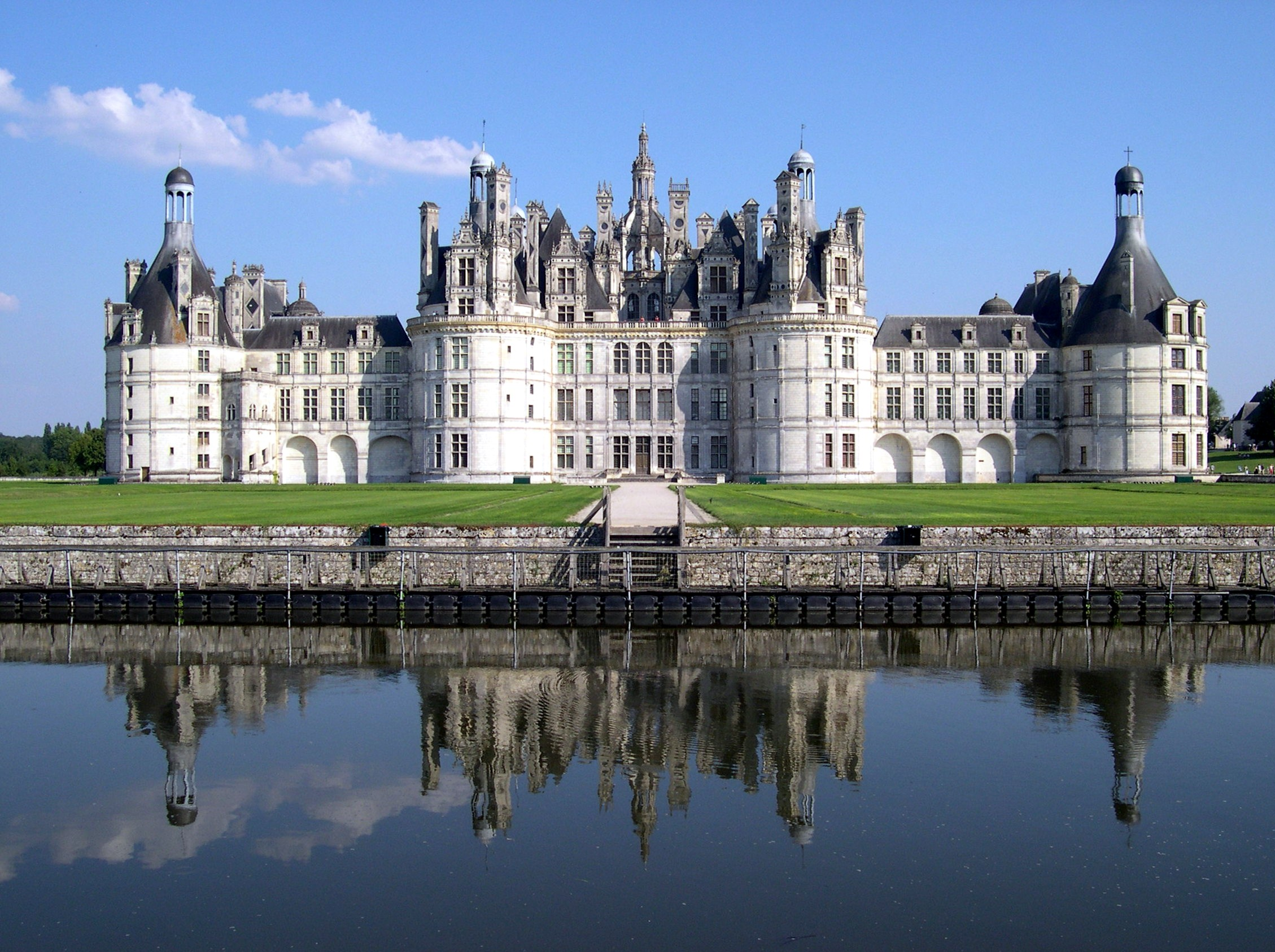
Schloss Chambord, Loire

- Schloss Baugé, Loire
- Schloss Chambord, Loire
- Schloss Fontainebleau bei Paris
- Schloss Gien, Loire
- Schloss Vincennes bei Paris

### Großbritannien
- Balmoral Castle, Schottland
- Chatelherault Hunting Lodge, Schottland
- Clarendon Palace, Wiltshire, England (abgegangen)
- Hunting Lodge am Epping Forest

### Italien
- Castel del Monte, Apulien
- Jagdschloss Stupinigi

### Niederlande
- Jachthuis Sint Hubertus, Niederlande

### Österreich
- Schloss Eckartsau
- Schloss Fuschl
- Schloss Halbturn
- Schloss Kassegg
- Jagdschloss Mürzsteg
- Schloss Niederweiden

### Polen
- Jagdschloss Rominten in der Rominter Heide (ehemaliges Ostpreußen; versetzt und in vereinfachter Form umgebaut)
- Königsschloss Niepołomice

### Tschechien

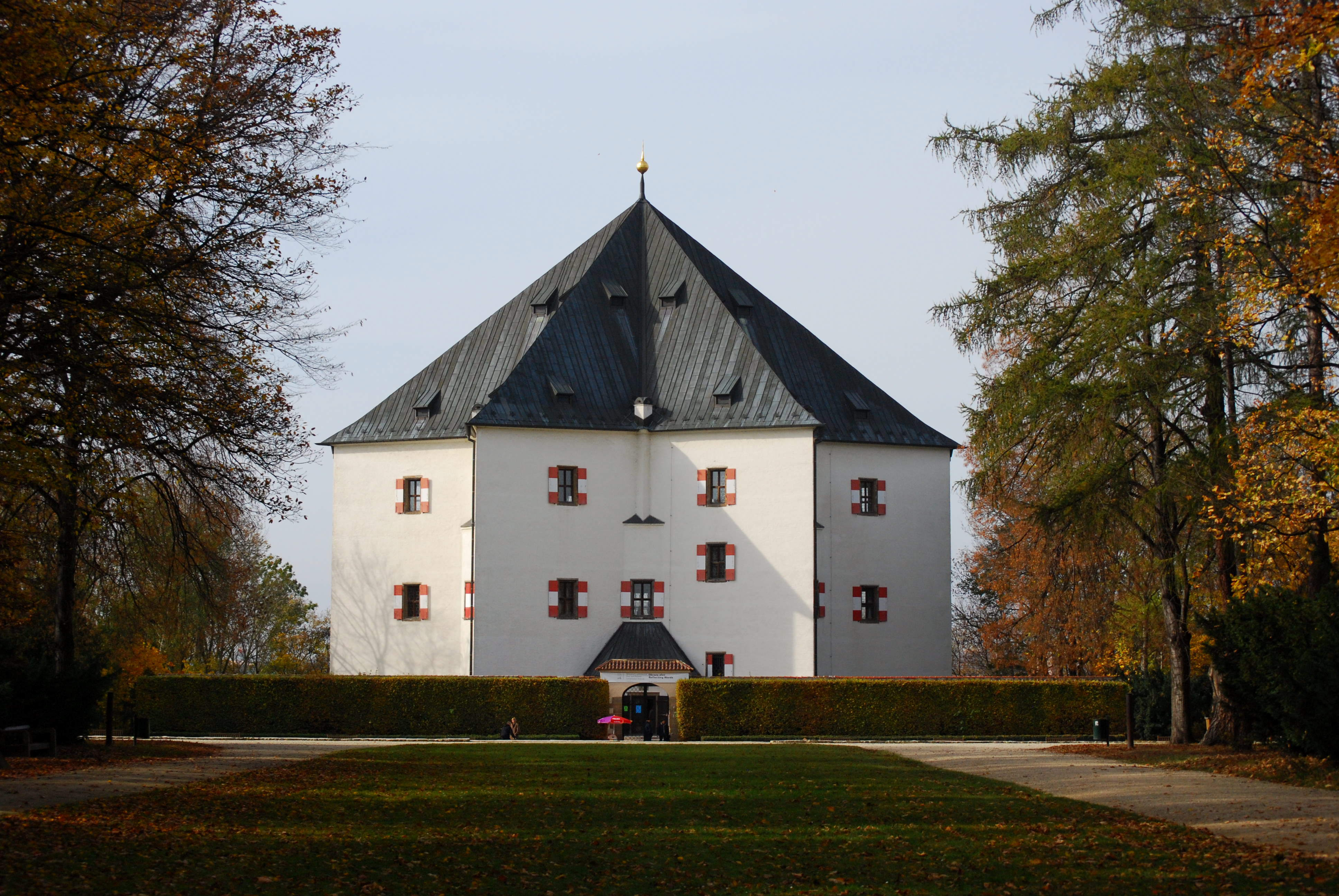
Schloss Stern (Prag)

- Schloss Kozel
- Burg Křivoklát
- Jagdhaus Lednice
- Jagdschloss Lichtenwald
- Schloss Ohrada
- Jägerhaus Ráby
- Schloss Stern (Prag)
- Tři trubky
- Jagdschloss Troyerstein